# Pelfort II de Rabastens
Pelfort II de Rabastens co-senyor de Rabastens. Senyor de Mézens i Cahuzac
Fill de Pelfort I de Rabastens
Va recuperar una petita part de les terres de la seva família després de la Croada Albigesa
Els seus fills van ser Pere Raimon II de Rabastens i Pelfort IV de Rabastens, que va esdevenir Cardenal nomenat pel seu amic Joan XXII